# Trichadenotecnum quaesitum
Trichadenotecnum quaesitum är en insektsart som först beskrevs av Chapman 1930.  Trichadenotecnum quaesitum ingår i släktet Trichadenotecnum och familjen storstövsländor. Inga underarter finns listade i Catalogue of Life.